# Ključar
Ključar is een plaats in de gemeente Vojnić in de Kroatische provincie Karlovac. De plaats telt 101 inwoners (2001).